# Uttaradit
Pour la province, voir Province d'Uttaradit.
Uttaradit est une ville de la région Nord de la Thaïlande. Elle se situe sur la Nan, un des tributaires de la Chao Phraya. En 2005 elle comptait 36 313 habitants.
Uttaradit possède un aéroport (code AITA : UTR).
À l'époque de Sukhothaï (1238-1378), la ville marquait la frontière nord du royaume.

## Histoire
Dans le passé, le district de Mueang s'appelait Bang Pho Tah It. Il s'est agrandi rapidement en raison de la présence de son port. Le roi Rama V a ordonné que la capitale soit déplacée du district de Phi Chai au district de Muang. Ensuite, sous le règne du roi Rama VI, le roi ordonna l'incorporation du district de Mueang dans la province d'Uttaradit.

## Climat
Uttaradit détenait le record de la température la plus élevée jamais enregistrée en Thaïlande : 44,5 °C, observée à Uttaradit le 27 avril 1960. Ce record a été brisé lorsque les températures à Mae Hong Son ont atteint 44,6 °C le 28 avril 2016.
Uttaradit a un climat de savane tropicale (classification de Köppen Aw). Les hivers sont secs et très chauds. Les températures augmentent jusqu'en avril, ce qui est très chaud avec un maximum quotidien moyen de 38,2 °C. La saison de la mousson s'étend de mai à octobre, avec de fortes pluies et des températures un peu plus fraîches pendant la journée, bien que les nuits restent chaudes.

## Transports
Uttaradit est desservie par le réseau ferroviaire de Thaïlande. L'aéroport le plus proche est celui de Phitsanulok.

## Monuments
Le Wat Tha Thanon est un temple bouddhique abritant une statue de Bouddha du XIIIe siècle.